# Markku Kukkoaho
Markku Kukkoaho (Markku Juhani Kukkoaho; * 11. November 1946 in Puolanka) ist ein ehemaliger finnischer Sprinter.
1971 wurde er bei den Europameisterschaften in Helsinki Vierter über 400 Meter und schied in der 4-mal-400-Meter-Staffel im Vorlauf aus.
Bei den Olympischen Spielen 1972 in München wurde er jeweils Sechster über 400 Meter und in der 4-mal-400-Meter-Staffel.
1974 gewann er bei den Europameisterschaften in Rom Bronze in der 4-mal-400-Meter-Staffel und wurde Vierter über 400 Meter. Im Jahr darauf wurde er beim Europacup 1975 in Nizza Zweiter über 400 Meter.
Bei den Olympischen Spielen 1976 in Montreal wurde er Achter in der 4-mal-400-Meter-Staffel und erreichte über 400 Meter das Viertelfinale.
1978 kam er bei den Europameisterschaften in Prag über 400 Meter und in der 4-mal-400-Meter-Staffel nicht über die erste Runde hinaus.
Zweimal wurde er Finnischer Meister über 200 Meter (1971, 1976) und viermal über 400 Meter (1970–1972, 1974).

## Persönliche Bestzeiten
- 200 m: 20,73 s, 3. Juli 1976, Turku
- 400 m: 45,49 s, 7. September 1972, München (nationaler Rekord)